# Николлс, Дэвид
Дэвид Алан Николлс (англ. David Alan Nicholls, род. 30 ноября 1966 года) ― британский писатель и сценарист.

## Биография
Дэвид Николлс ― средний из трех братьев и сестер. Он учился в колледже Бартона Певерила в Истли, графство Хэмпшир, где получил высшие баллы по драматургии, английской литературе, физике и биологии. Николлс принимал участие в театральных постановках колледжа, сыграв множество ролей. В 1988 году он получил степень бакалавра в области драматургии и английского языка в Бристольском университете. Позже учился на актера в Американской музыкально-драматической академии в Нью-Йорке.
В свои 20 лет он работал актером под сценическим псевдонимом Дэвид Холдэвей. Играл небольшие роли в различных театрах. Он не состоялся как актер и признался: Я посвятил себя профессии, для которой мне не хватало не только таланта и харизмы, но и самых элементарных навыков. Двигаться, стоять на месте и тому подобное. Николлс говорит, что поворотный момент в его карьере наступил, когда друг подарил ему экземпляр мемуаров П. Дж. Каваны «Идеальный незнакомец», в которых рассказывается история самого автора о взрослении, обретении любви и открытии своего жизненного пути.
Третий роман Николлса «Один день» (2009) стал международным бестселлером, разошелся тиражом более шести миллионов экземпляров по всему миру и был переведен на 40 языков. Роман, в котором рассказывается о жизни двух персонажей в один и тот же день каждый год, получил признание критиков. В 2011 году на экраны вышла одноименная экранизация с Энн Хэтэуэй в главной роли. В 2024 году состоялась премьера 14-серийной адаптации Netflix, которая вошла в топ-10 в 89 странах и получила широкое признание.
Все его шесть романов посвящены любви и переживаниям на разных этапах жизни.
Николлс был соавтором адаптированного сценария «Симпотика» и соавтором четырех сценариев к третьей серии «Холодных ног» (оба в 2000 году). За последнюю серию он был номинирован на премию Британской академии телевидения за лучший новый сценарий (художественная литература). Он создал пилотный телесериал «Гранада» и мини-сериал «Я видел тебя», а также шестисерийный сериал «Спаси меня» (2002).
В 2006 году в кинотеатрах вышла его экранизация «Попасть в десятку». В следующем году он написал книгу «Когда ты в последний раз видел своего отца?», экранизацию мемуаров Блейка Моррисона. Экранизация "Тесс из рода Д'Эрбервиллей", снятая по его сценарию для Би-би-си вышла в эфир в 2008 году. Он также писал сценарий для экранизации романа «Большие надежды»; его сценарий был включен в 2009 году в Brit List, ежегодный отраслевой опрос о лучших сценариях, которые не были сняты за пределами США. 
В 2015 году он написал сценарий к фильму «Вдали от обезумевшей толпы», экранизации одноименного романа Томаса Харди 1874 года для BBC Films. Это четвертая экранизация романа.
Николлс работал над первоначальным сценарием фильма «Бриджит Джонс 3» (2016), но сценарий был переписан, и не был задействован в фильме. Он написал сценарий к телесериалу «Патрик Мелроуз» (2018), основанный на романах Эдварда Сент-Обина, и получил номинацию на премию Эмми Прайм-тайм за выдающийся сценарий к мини-сериалу, фильму или специальному драматическому сериалу.
Он живет в Хайбери на севере Лондона со своей партнершей Ханной Уивер, редактором сценариев, с которой он работает уже более 25 лет .
В августе 2024 года Николлс был показан на дисках BBC Radio 4.